# Kyffhäuserbund

Wappen des Kyffhäuserbundes nach 1945

Der Kyffhäuserbund e. V. ist ein deutscher Soldatenbund. Er ging im Jahr 1900 aus dem Ständigen Ausschuss der vereinten deutschen Kriegerverbände für die Verwaltung des Kaiser-Wilhelm-Denkmals auf dem Kyffhäuser hervor und wurde als Dachverband deutscher Kriegervereine gegründet.

## Geschichte
1786 gründeten in Wangerin/Pommern Füsiliere Friedrichs des Großen die „Militärische Schützenbruderschaft“, um dem eben verstorbenen preußischen König ein ehrenvolles Grabgeleit zu geben. Den eigentlichen Auftrieb erhielten die Kriegervereine nach den Siegen in den drei Deutschen Einigungskriegen.

### 1888 – Der Bau-Ausschuss des Kaiser-Wilhelm-Denkmals

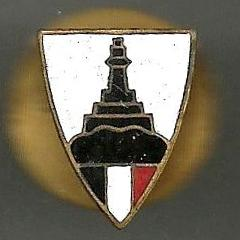
Knopflochabzeichen des Kyffhäuserbundes

Nach dem Tod Wilhelms I. wurde in den Reihen der ehemaligen deutschen Soldaten der Wunsch laut, ihrem verstorbenen Kaiser durch gemeinsame Zusammenarbeit der Landeskriegerverbände ein Denkmal zu errichten. Als Ort des Denkmals wurde der Kyffhäuser im Fürstentum Schwarzburg-Rudolstadt gewählt. Unter dem Protektorat des Fürsten Georg von Schwarzburg-Rudolstadt bemühte sich ein geschäftsführender Ausschuss, die zur Errichtung des Denkmals notwendigen finanziellen Mittel zu sammeln und zu verwalten.

Das nach den Plänen des Architekten Professor Bruno Schmitz in Berlin ausgeführte Denkmal wurde am 18. Juni 1896 feierlich eingeweiht. Die ursprüngliche Absicht, das Kyffhäuserdenkmal nach seiner Vollendung in den Schutz und die Verwaltung des Fürstentums Schwarzburg-Rudolstadt zu übergeben, ließ sich nicht verwirklichen, und so blieb das Denkmal den deutschen Kriegerverbänden unterstellt. Zunächst musste zur Sicherstellung einer geregelten Verpflegung der Bauarbeiter in der Nähe des Bauplatzes ein Wirtschaftsbetrieb errichtet werden. Für eine vertraglich festzulegende Genehmigung für die Wirtschaftskonzession musste sich der Bauausschuss eine rechtlich angemessene Form geben.

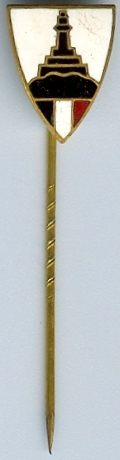
Abzeichen des Kyffhäuserbundes

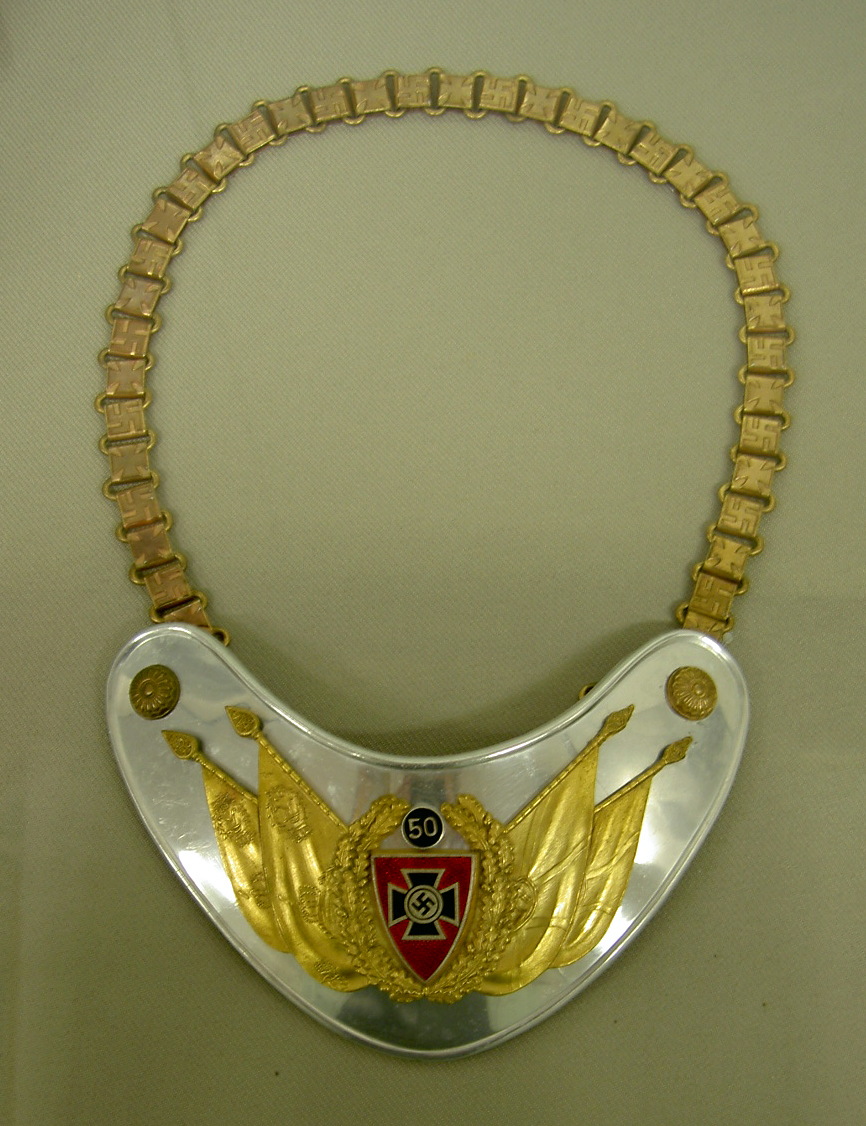
Ringkragen für Fahnenträger des NS-Reichskriegerbunds (Kyffhäuserbund), um 1935

Im Bauausschuss, der ja ursprünglich als reine Verwaltungsinstanz für den Denkmalbau gegründet war, wurden neben den rein baufachlichen Fragen auch zunehmend solche des Kriegervereinswesens behandelt. Die Landesverbände prüften die Zweckmäßigkeit, den zunächst temporär vorgesehenen Bauausschuss zu einem ständigen Ausschuss umzuwandeln. Diese Umwandlung wurde in der Maisitzung des Jahres 1892 beschlossen. Der Ausschuss erhielt den Namen „Ständiger Ausschuß der vereinten deutschen Kriegerverbände für die Verwaltung des Kaiser-Wilhelm-Denkmals auf dem Kyffhäuser“.

### 1896 – Der Ständige Ausschuss für die Verwaltung des Kaiser-Wilhelm-Denkmals
Rechtsfähige Glieder dieses Ausschusses wurden die großen bundesstaatlichen Landesverbände und die Korporation „Deutscher Kriegerbund“. Jedoch erhielten auch die einzelnen Landesverbände des Deutschen Kriegerbundes das Recht, sich selbst im Ausschuss zu vertreten. Gebrauch hiervon machten zunächst nur die Landesverbände Mecklenburg-Schwerin, Gotha, Schwarzburg-Rudolstadt und Elsaß-Lothringen. Parallel dazu tauchte nunmehr auch bei den dem Bund angehörenden preußischen Vereinen und Verbänden der Wunsch auf, sich gleichfalls selbständig zu vertreten. Nach vielem Für und Wider wurde dann 1897 am Abgeordnetentag des Deutschen Kriegerbundes in Cottbus ein Preußischer Landes-Kriegerverbandes innerhalb des Deutschen Kriegerbundes gebildet.
Mit dem am 1. Januar 1900 in Kraft getretenen Bürgerlichen Gesetzbuch BGB wurde die Entwicklung hin zu einer gemeinsamen Reichsorganisation begünstigt. Denn auf Grund seiner Bestimmungen über die eingetragenen Vereine musste sich der Ausschuss die Rechte einer rechtsfähigen Person sichern. Zu diesem Zweck war die Satzung entsprechend BGB umzubilden und dem Ausschuss mussten Zweck und Name eines festen Vereins gegeben werden. Bei dieser Gelegenheit wurde die Satzung dahingehend erweitert, dass die Beratungen des Ausschusses sich auf alle Fragen des Kriegervereinswesens erstrecken sollten. Das bedeutete die Verwandlung des ursprünglichen Kyffhäuser-Bauausschusses in eine allgemeine Vereinigung der deutschen Kriegervereine. Aber erst nachdem ausdrücklich festgelegt worden war, dass der neue Bund zwar allgemeine Kriegervereinsfragen behandeln solle, dass aber keiner der vom Bund gefassten Beschlüsse von vornherein für die einzelnen Landesverbände bindend sei, stimmten die Ausschussmitglieder einstimmig zu.
Auf dieser Grundlage erfolgte im August 1900 die Eintragung des neuen Bundes, mit der der „Ständige Ausschuß“ zum „Kyffhäuserbund der Deutschen Landeskriegerverbände“ umgewandelt wurde. Dies ist auch die Geburtsstunde des heute noch existierenden Kyffhäuserbundes e. V.

### 1900 – Kyffhäuser-Bund der deutschen Landes-Kriegerverbände.

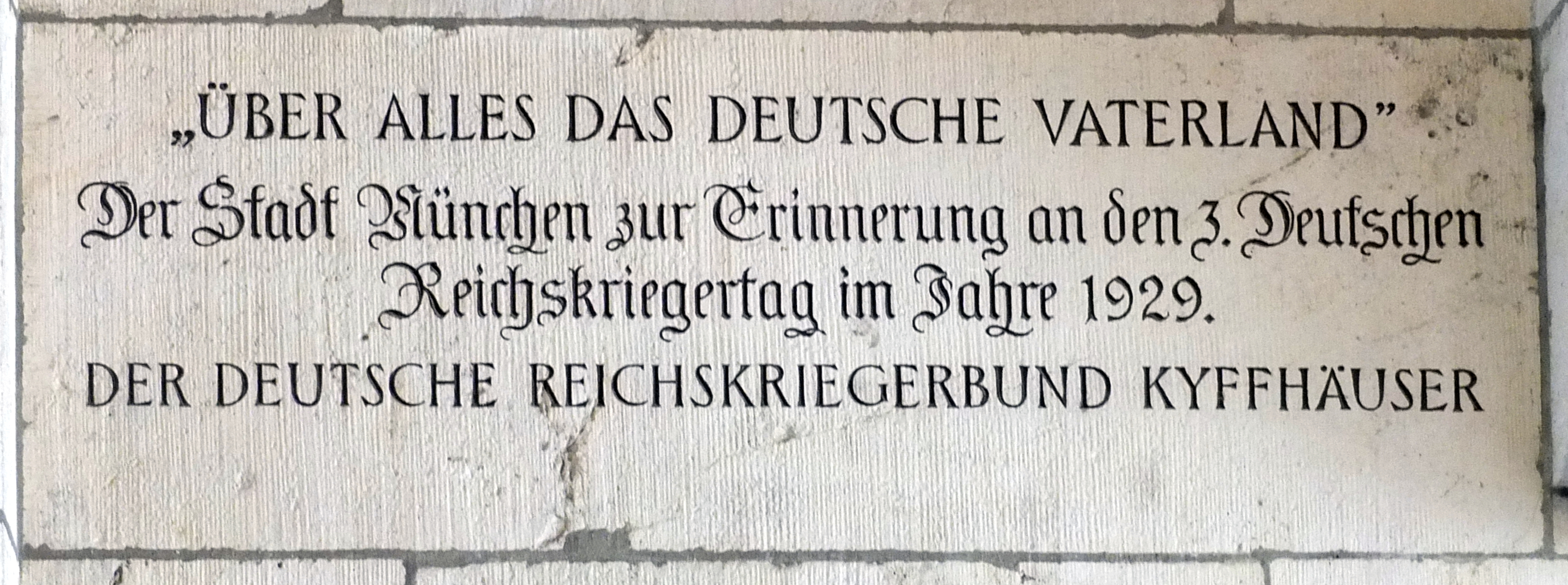
Inschrift im Durchgang des neuen Rathauses in München.

Der „Kyffhäuser-Bund der Deutschen Landes-Krieger-Verbände“ führte diesen Namen seit dem 2. Mai 1900. Er hatte als eingetragener Verein im Sinne des Par. 21 des Bürgerlichen Gesetzbuches seinen Sitz in Berlin und bestand aus denjenigen deutschen Landes-Krieger-Verbänden, die durch das Protektorat ihrer Landesherren oder durch ausdrückliche Anerkenntnis ihrer Landesregierung als einziger offizieller Verband der Kriegervereine des jeweiligen Bundesstaates bestätigt wurden. Jeder dieser Landes-Verbände hatte das Recht, diejenige Anzahl von stimmberechtigten Vertretern aufzustellen bzw. von Stimmen zu führen, die gemäß Artikel 6 der Verfassung des Deutschen Reiches seiner Regierung im Bundesrat zustand. Die insgesamt 61 Stimmen im „Kyffhäuser-Bund“ verteilten sich auf 27 deutsche Landesverbände mit 30.651 Vereinen und 2.703.772 Mitgliedern (1913). Der Präsident des Kyffhäuserbundes war nach der Satzung der jeweilige Präsident des Preußischen Landes-Krieger-Verbandes.
Die Zeit des neuen Kyffhäuserbundes bis zum Ersten Weltkrieg war, neben der Pflege der Kameradschaft und Wahrung alter Traditionen, geprägt von ideologischen Auseinandersetzungen mit der erstarkenden Sozialdemokratie. „Für Gott, König und Vaterland – Gegen die Sozialisten“. Nach dieser Devise handelten die deutschen Kriegervereine, der Sozialismus wurde als innerer nationaler Feind angesehen. Eine vom Vorstand des Deutschen Kriegerbundes bereits im Jahre 1888 herausgegebene Schrift „Das Deutsche Kriegervereinswesen“ bezeichnete ehemalige Soldaten, die sich zur Sozialdemokratie bekannten, als ihrem Fahneneid untreu und daher als unwürdig, den Kriegervereinen anzugehören. Nach der reichsweiten Gründung des Kyffhäuserbundes konnte 1901 diese grundsätzliche Einstellung auch satzungsmäßig verankert werden. Dieser Kampf, besonders nach dem Stimmengewinn der Sozialdemokraten in der Reichstagswahl 1903, rückte immer mehr in den Vordergrund und wurde schließlich von den Kriegervereinen selber als ihre wichtigste Pflicht betrachtet. Erst mit Beginn des Ersten Weltkrieges hob der Kyffhäuserbund unter Zustimmung aller Landesverbände im Mai 1915 diese Satzungsbestimmung auf. Ein Zugeständnis auf die parteilose Kameradschaft auf den Schlachtfeldern.
Mit Ende des Krieges, der gleichzeitigen Auflösung der Monarchie und dem Chaos der Nachkriegszeit lebten die ideologischen Differenzen verstärkt wieder auf. Wenn auch viele ehemaligen Soldaten das Ende der Monarchie als Verrat ansahen und darüber enttäuscht und wütend waren, als viel größere Schande wurde der Vertrag von Versailles angesehen. Hier sollten ihnen auch noch die letzten Ideale genommen werden, innenpolitisch das Soldatentum von "Ungedienten" und außenpolitisch ihre Heimat von den ehemaligen Feinden.
Der Kyffhäuserbund mit seinen Mitgliedern stellte sich mit aller Kraft dieser Entwicklung entgegen, er stand zu seiner soldatischen und nationalen Tradition. Am 13./14. September 1919 fand die erste Vertreterversammlung nach dem Kriege statt. Mit Ausnahme des früheren Reichslandes Elsaß-Lothringen und der besetzten Gebiete waren Vertreter aller Gaue anwesend. Präsident Josias von Heeringen betonte in seiner Eröffnungsrede, es sei die Aufgabe des Kyffhäuserbundes, dem Kaiser und den Fürsten treue Erinnerung zu bewahren und nationales Pflichtbewusstsein zu leben. Deutsch leben und Deutsch denken hieß die Devise. Generalfeldmarschall von Hindenburg wurde zum Ehrenpräsidenten ernannt.
Die Landesverbände erkannten sehr schnell, dass nur ein noch engerer Zusammenschluss in dieser Zeit das Überleben der Krieger- und Militärvereine sicherte. So wurde am Abgeordnetentag des Deutschen Kriegerbundes in Lübeck (August 1921) und an der Vertreterversammlung des Kyffhäuserbundes auf dem Kyffhäuser (September 1921) folgender Beschluss gefasst:

„Der Kyffhäuserbund wird unter einem neuen Namen in einen festen Bund umgewandelt, der künftig die alleinige Zentrale des deutschen Kriegervereinswesens ist und deren satzungsgemäß gefaßten Beschlüsse für alle zu ihm gehörenden Landeskriegerverbände künftig bindend sind; er ändert gleichzeitig seine Satzung entsprechend den neuen Rechtsverhältnissen. Der Deutsche Kriegerbund gibt seinen bisherigen Namen auf und nimmt einen neuen Namen an, der die Meinung, er sei die Zentrale des deutschen Kriegervereinswesens ausschließt. Er wandelt sich nunmehr zu einem reinen wirtschaftlichen Zweckverband auf Grund seiner neuen Satzung um. Der Kyffhäuserbund heißt jetzt Deutscher Reichskriegerbund „Kyffhäuser“, der Deutsche Kriegerbund erhält den Namen Deutsche Krieger-Wohlfahrtsgemeinschaft.“

 Diese Änderungen traten zum 1. Januar 1922 in Kraft.

### 1922 – Deutscher Reichskriegerbund „Kyffhäuser“.

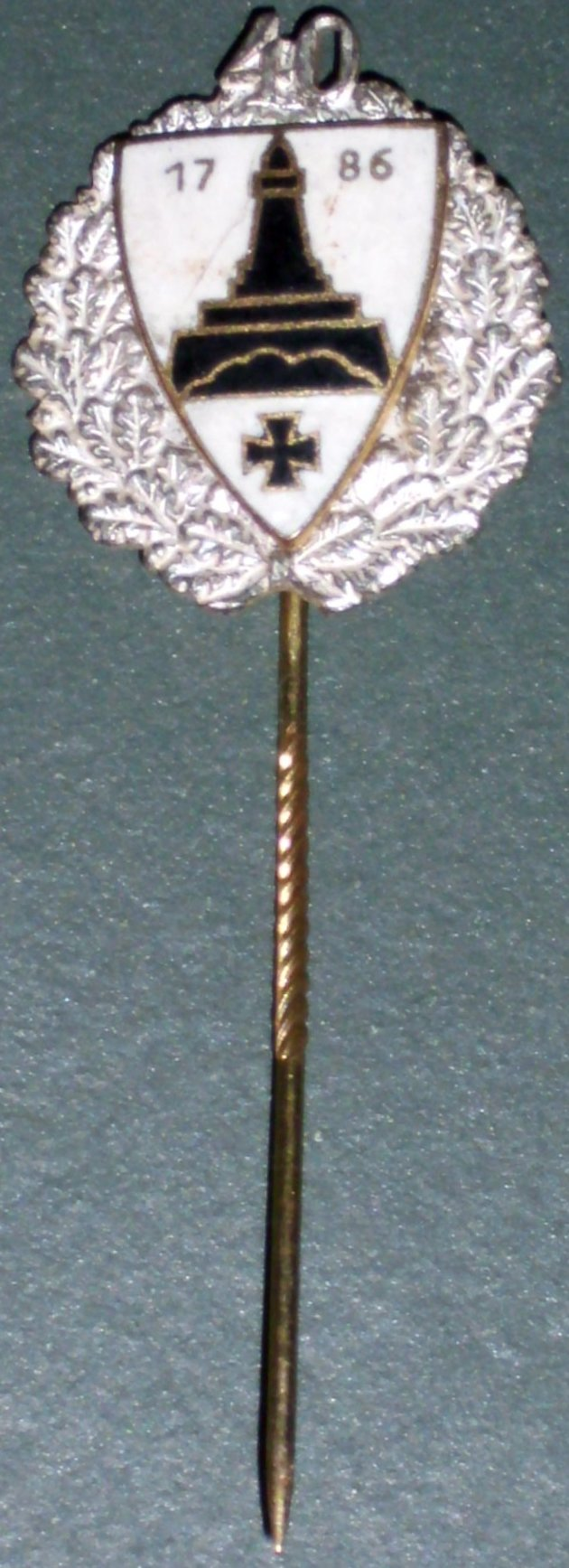
Anstecknadel des Kyffhäuserbunds (nach 1945), Treueabzeichen für 40-jährige Mitgliedschaft in Silbergold.

1925 fand erstmals ein gesamtdeutscher Kriegertag statt. Als Austragungsort wählte man Leipzig und das dortige Völkerschlachtdenkmal. Aufgrund des bemerkenswerten Erfolges wurde die Veranstaltung in folgenden Jahren wiederholt: 1927 in Berlin, 1929 in München und 1932 in Dortmund. Der 5. Reichskriegertag sollte vom 7. Juli bis 9. Juli 1934 in Kassel durchgeführt werden. Plakate, Postkarten, Eintrittskarten waren gedruckt, als am 30. Juni 1934 die Röhm-Morde stattfanden. Dieser angebliche Putschversuch gegen Hitler veranlasste den Bundesführer, den Reichskriegertag 1934 umgehend abzusagen. Er wurde vom 6. bis 8. Juli 1935 nachgeholt.
Auf der Kyffhäusertagung vom 7. Mai 1933 in Berlin bekannte sich der damalige Präsident General der Artillerie Rudolf von Horn mit dem ganzen Kyffhäuserbund zu Adolf Hitler und besiegelte damit das Ende der bis dato selbständigen Landesverbände. Bereits am 21. Mai erfolgte die erste grundlegende Führeranordnung und der Umbau des Bundes unter Aufhebung der bisherigen vollen Selbständigkeit der einzelnen Landesverbände. Die parlamentarische Vereinsführung wurde abgeschafft. An die Stelle des Mehrheitsbeschlusses trat die Führeranordnung. Am 1. und 2. Juli 1933 marschierten bei den Kyffhäusertagen in Potsdam 80.000 Mitglieder durch die Stadt. An der Begrüßungsfeier am Luftschiffhafen verkündete der Präsident des Kyffhäuserbundes, Rudolf von Horn, die von ihm, auf Vorschlag der Reichsleitung der NSDAP, vorgenommene Ernennung des Oberstleutnants Sichting zu seinem Stellvertreter.
Im August 1933 bestimmte von Horn die bisher von der Kyffhäuserjugend geführte Flagge zur Bundesflagge, die künftig als einheitliches Bundessymbol von jedem Bundesverein neben der Vereinsfahne zu führen sei. Die Flagge bestand aus rotem Stoff, in dessen ganzer Fläche das Eiserne Kreuz stand, mit den Umrissen des Kyffhäuserdenkmals im Mittelpunkt im Weißen Kreis. An dieser Flagge wurde der Hakenkreuzwimpel befestigt. Als einziger Schmuck trug der Flaggenstock eine vergoldete Spitze mit dem Eisernen Kreuz. Der Deutsche Reichskriegerbund „Kyffhäuser“ erhielt im Januar 1934 in Oberst a. D. Wilhelm Reinhard einen neuen Bundesführer, nachdem von Horn von diesem Amt zurückgetreten und am 4. Februar 1934 verstorben war.
Die Gleichschaltung des Kyffhäuserbundes schritt weiter fort. Eine Bundestracht mit Kyffhäusermütze und Kyffhäuserarmbinde wurde eingeführt, dazu musste die Hakenkreuz-Armbinde getragen werden. Mit dem Gesetz über den Neuaufbau des Reiches vom 30. Januar 1934 wurden die Länderparlamente aufgelöst und die Hoheitsrechte dem Reich übertragen. Auswirkungen hatte dieses Gesetz auch auf die Organisationsstruktur des Reichskriegerbundes. Mit dem 13. März 1934 wurden dessen Bundesrat und Beirat von Bundesführer Reinhard aufgelöst. Ebenso wurden die bisher existierenden Landes-Kriegerverbände mit Wirkung zum 1. Juli 1934 abgeschafft und in Angleichung an die bestehende SA-Gruppeneinteilung 22 neue Landesverbände geschaffen. Der bisherige Verein wurde zu einer "Krieger-Kameradschaft". Die Frauengruppen wurden aufgelöst, ihre Aufgaben übernahm die Frauenschaft der NSDAP. Bereits durch Verfügung vom 26. Mai 1934 wurde der Landesverband Rheinland mit dem 1. Juli 1934 aufgelöst und in die Landesverbände Niederrhein und Westmark geteilt.
Die Wohlfahrtseinrichtungen der bundesstaatlichen Landeskriegerverbände waren bis 1935 selbständig geblieben, wurden aber zum 1. Januar 1936 der Deutschen Krieger-Wohlfahrtsgemeinschaft (dem ehemaligen Deutschen Kriegerbund) zugeordnet. Der Abschluss der inneren Organisation erfolgte am 1. April 1937 mit der Neugliederung des Kyffhäuserbundes, der in 13 Landesgebiete (nicht mehr Landesverbände) eingeteilt wurde. Diese entsprachen jetzt den SS-Oberabschnitten.

### 1938 – NS-Reichskriegerbund („Kyffhäuserbund“) e. V.
Mit der Verordnung vom 4. März 1938 wurden alle anderen Soldatenbünde in den NS-Reichskriegerbund eingegliedert. Nur die NS-Kriegsopferversorgung (NSKOV) mit ihren Sonderaufgaben für Kriegsbeschädigte blieb neben dem NS-Reichskriegerbund bestehen. Der NS-Marinebund und der Deutsche Kolonialkrieger-Bund durften ihre Namen behalten, mussten sich aber organisatorisch dem Reichskriegerbund unterstellen. Durch Führerbefehl wurde der Deutsche Reichskriegerbund „Kyffhäuser“ am 4. März 1938 in NS-Reichskriegerbund „Kyffhäuser“ umbenannt.
Am 3. März 1943, einen Monat nach der Niederlage in der Schlacht von Stalingrad, löste Adolf Hitler den Kyffhäuserbund auf Reichsebene auf. Das Vermögen wurde der NSDAP übertragen und die weiter bestehenden lokalen Vereine, die in der Endphase des Zweiten Weltkriegs den Grundstock für die Volkssturm-Einheiten bildeten, der Partei unterstellt.

### Nach 1945
Durch Kontrollratsgesetz Nr. 2 vom 10. Oktober 1945 wurden alle Organisationen und Einrichtungen, die der nationalsozialistischen Herrschaft gedient haben, aufgelöst und liquidiert, so auch der NS-Reichskriegerbund.

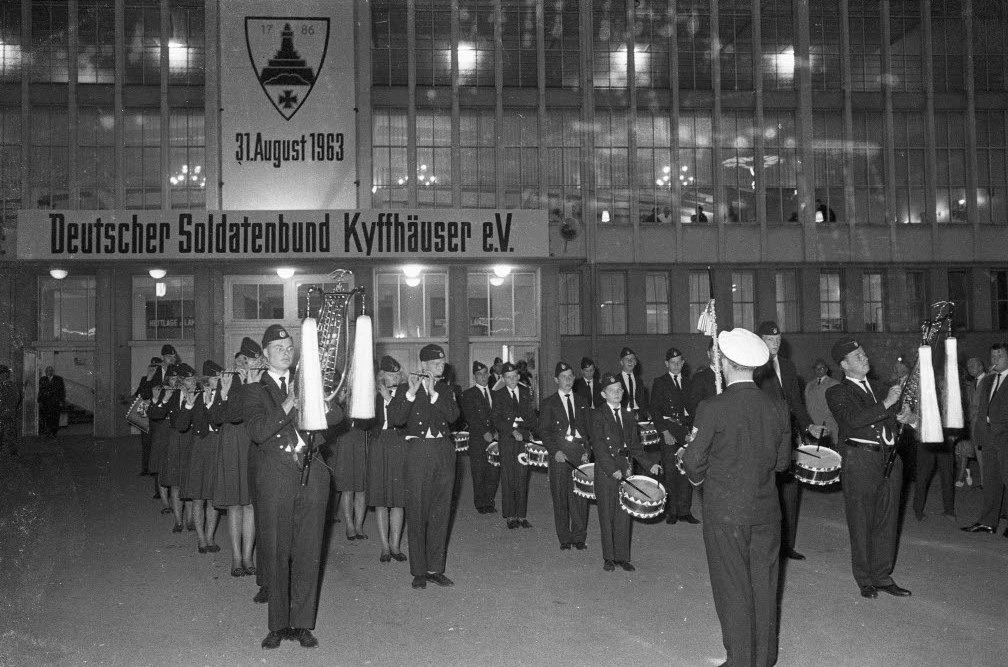
Bundestreffen 1963 in der Kieler Ostseehalle

1952 begann die Wiedergründung des Verbandes mit allen Landesverbänden. Heute betont er seine Rolle als Reservisten- und Schießsportverband. Ein Spiegel-Artikel aus dem Jahr 1990 legte nahe, dass er sich am rechten Rand des politischen Spektrums bewegt. Der Verband sieht sich durch die „Kyffhäusertreffen“ der Alternative für Deutschland unbegründet mit dieser Partei assoziiert und betont die Verteidigung von Rechtsstaatlichkeit und Grundgesetz als zentrale Aufgaben des Verbandes.

## Gremien
Der Bundessportausschuss des Kyffhäuserbundes als leitendes Gremium organisiert gemeinsam mit dem Bundesschießwart die zweijährlichen Tagungen der aus den deutschen Bundesländern entsandten Landesschießwarte. Bundessportausschuss und Bundesschießwart organisieren gemeinsam weisungsberechtigt die funktionale Ausrichtung der hierarchisch untergeordneten Landes-, Kreis- und Kameradschaftsschießwarte.
Eine der wichtigsten Aufgaben des Bundesschießwartes ist die zentrale Ausschreibung der als schießsportliche Großveranstaltung organisierten Bundesmeisterschaft des KB im Schießsport.